# Sophronica talhouki
Sophronica talhouki là một loài bọ cánh cứng trong họ Cerambycidae.